# Unturned
Unturned è un videogioco indie free-to-play voxel di genere survival, creato da Nelson Sexton, fondatore di Smartly Dressed Games, in cui il giocatore si immedesima in un sopravvissuto ad un'apocalisse zombi provocata da un errore durante una ricerca sull'immortalità.

## Modalità di gioco
Ci sono due principali modalità di gioco: Survival, disponibile sia in giocatore singolo che in multigiocatore online, e Arena, disponibile solo in multigiocatore online. Nel menu principale è possibile scegliere la professione svolta dal personaggio (militare, civile, pescatore, servizi segreti, eccetera); la decisione influirà sulle abilità in gioco.
Per Unturned è incluso lo Steam Workshop, una piattaforma di Steam per creare o scaricare contenuti sviluppati da altri utenti e ottenere nuove funzionalità o pacchetti di risorse per il gioco. 
Nel gioco sono presenti diverse mappe, tra quelle in Russia, Ohio, China e Regno Unito.

### Modalità Survival
In questa modalità il giocatore dovrà scegliere una mappa e raccogliere armi e oggetti, cercando di sopravvivere agli zombi. Nel caso si scelga di giocare online, i giocatori potranno scegliere se allearsi per sopravvivere oppure combattere tra loro per le risorse.

### Modalità Arena
In questa modalità, disponibile solo in multigiocatore online, i giocatori saranno obbligati a combattersi a vicenda fino a quando non rimarrà un solo sopravvissuto. A seconda delle regole della partita, la modalità Arena è disponibile anche a squadre.

## Sviluppo
Il gioco fu inizialmente sviluppato come mappa di Roblox nel 2013 con il nome di Deadzone; solamente in seguito, per evitare ricorrenti plagi da parte di altri utenti, lo sviluppatore ne creò un videogioco stand-alone. Il gioco venne così pubblicato nel 2014 nella sezione Greenlight di Steam (con il nome di Unturned 2), venendo poi accettato e pubblicato sulla piattaforma stessa. 
Unturned viene periodicamente aggiornato, apportando miglioramenti grafici oppure aggiungendo oggetti e veicoli.